# Lanai
Lanai (oficialmente en hawaiano Lānaʻi) es una de las islas Hawái. Administrativamente depende del condado de Maui. Su nombre en hawaiano significa 'porche' o 'balcón'.

## Geografía
La isla es casi circular, con una forma que recuerda un poco a una coma y una superficie total de 364 km². Lanai está separada de Molokai por el canal Kalohi al norte, y de Maui por el canal Auʻau al este. La única ciudad es Lanai City, situada en el centro de la isla. La población total era de 3193 habitantes en el censo del 2000.

## Historia
Lanai fue descubierta por el capitán Charles Clerke a bordo del HMS Resolution, el 25 de febrero de 1779, cuando partía de las islas pocos días después de la muerte de James Cook.
En 1854 un grupo de mormones llegó a la isla estableciendo una colonia llamada la Ciudad de José en el valle de Efraim al pie de las montañas. A partir de 1861 fue encabezada por Walter Murray Gibson que compró la mayor parte de la isla con los fondos de la iglesia, pero puso los títulos de propiedad en su propio nombre. Al descubrir el fraude, la iglesia excomulgó a Gibson, que se quedó con las tierras adquiridas a pesar de todo.
En 1922, James Dole, el presidente de la Dole Food Company, compró toda la isla de Lanai y la convirtió en la plantación de piñas (o ananás)  más grande del mundo. Llegó a producir el 75 % del mercado de piñas, con especial éxito de las piñas en conserva. Por eso Lanai tiene el sobrenombre de Pineapple Island o Isla Piña. En la década de 1980 se comenzó a diversificar la economía hacia el turismo.
En 1985 fue comprada por la empresa Landowner Castle and Cook, propiedad de David Murdock, y en junio de 2012, Larry Ellison, consejero delegado de Oracle Corporation, compró el 97 % de la isla a Murdock por 300 millones de dólares.

## Turismo
El desarrollo del turismo en Lānaʻi ha sido bastante reciente, con la retirada paulatina de la industria de la piña en las islas.
Existen dos complejos hoteleros en Lānaʻi: Manele Bay y el refugio o Lodge de Kōʻele. Este último es un caso atípico en Hawaiʻi ya que se encuentra en el interior y no cerca de la playa. Hay también un pequeño hotel en Lānaʻi City destinado principalmente a alojar a quienes visitan a los residentes en Lānaʻi. Ambos cuentan con campo de golf y forman parte de los Four Seasons.
La mejor playa de Lanai es Hulopoe Beach Park en Manele Bay en la costa meridional a pocos pasos del muelle donde embarca el ferry de Lahaina en Maui.
El punto más elevado es Lānaʻihale, con una altitud de 1027 metros (3370 pies) que se puede  escalar por el camino Munro, famoso por sus vistas espectaculares a través una selva tropical. A cuatro kilómetros hay un mirador desde el cual se pueden ver todas las islas hawaianas salvo Kauai y Niihau.

## Curiosidades
- La mayor residencia privada de la isla es una mansión propiedad de la hermana del fallecido millonario estadounidense Paul Allen. Se encuentra junto a la Bahía de Mānele, que da a Kaanapali en la isla de Maui.
- Cada año se realiza un concurso de natación en relevos entre Lanai y la isla de Maui, llamado Maui Channel Swim, desde el muelle del Club Lanai en la costa oriental hasta la playa de Kaanapali en Maui a 9,9 millas (16 kilómetros) de distancia en el que participan equipos nacionales e internacionales.[6]

## Galería

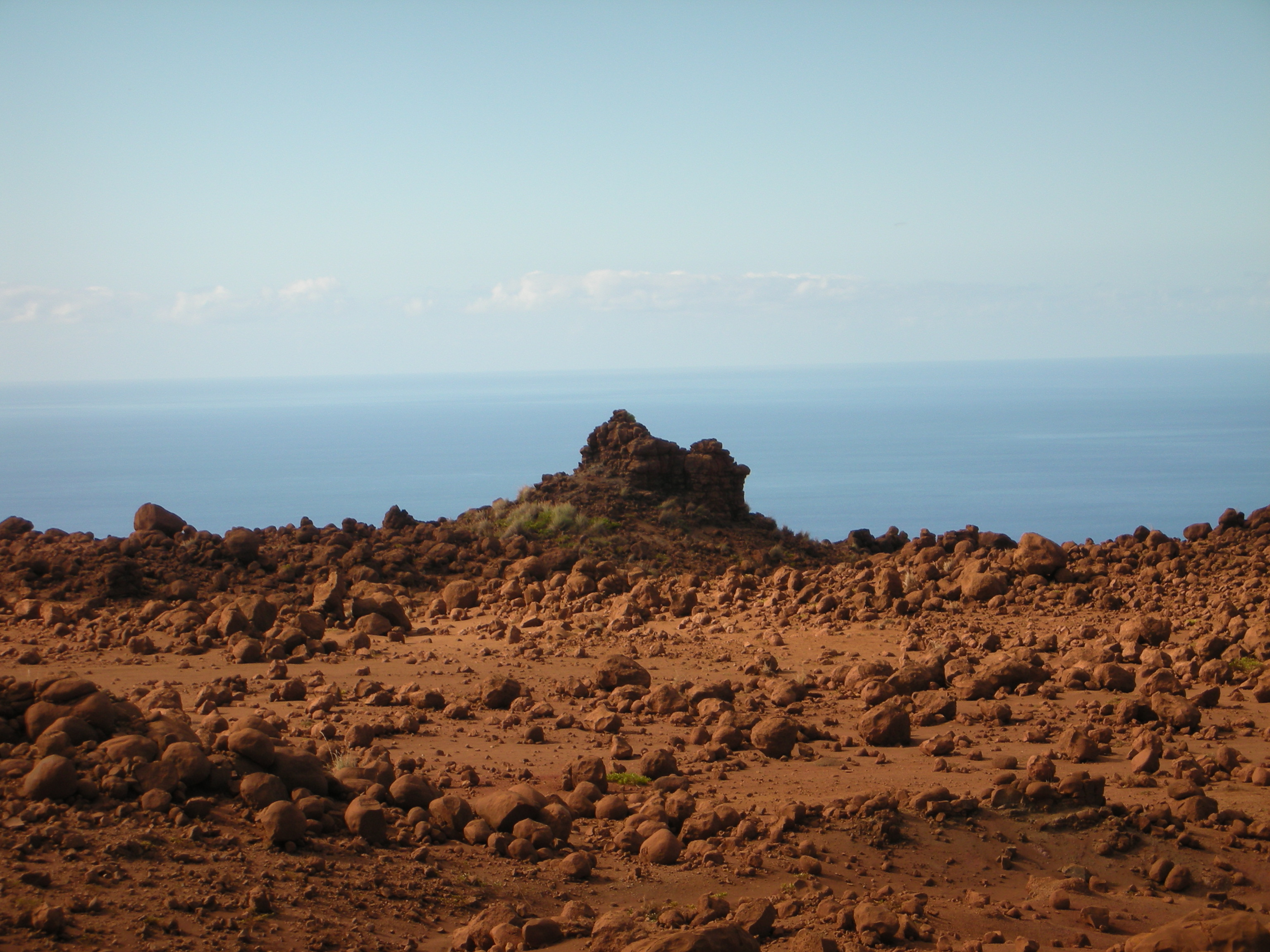
El Jardín de los Dioses
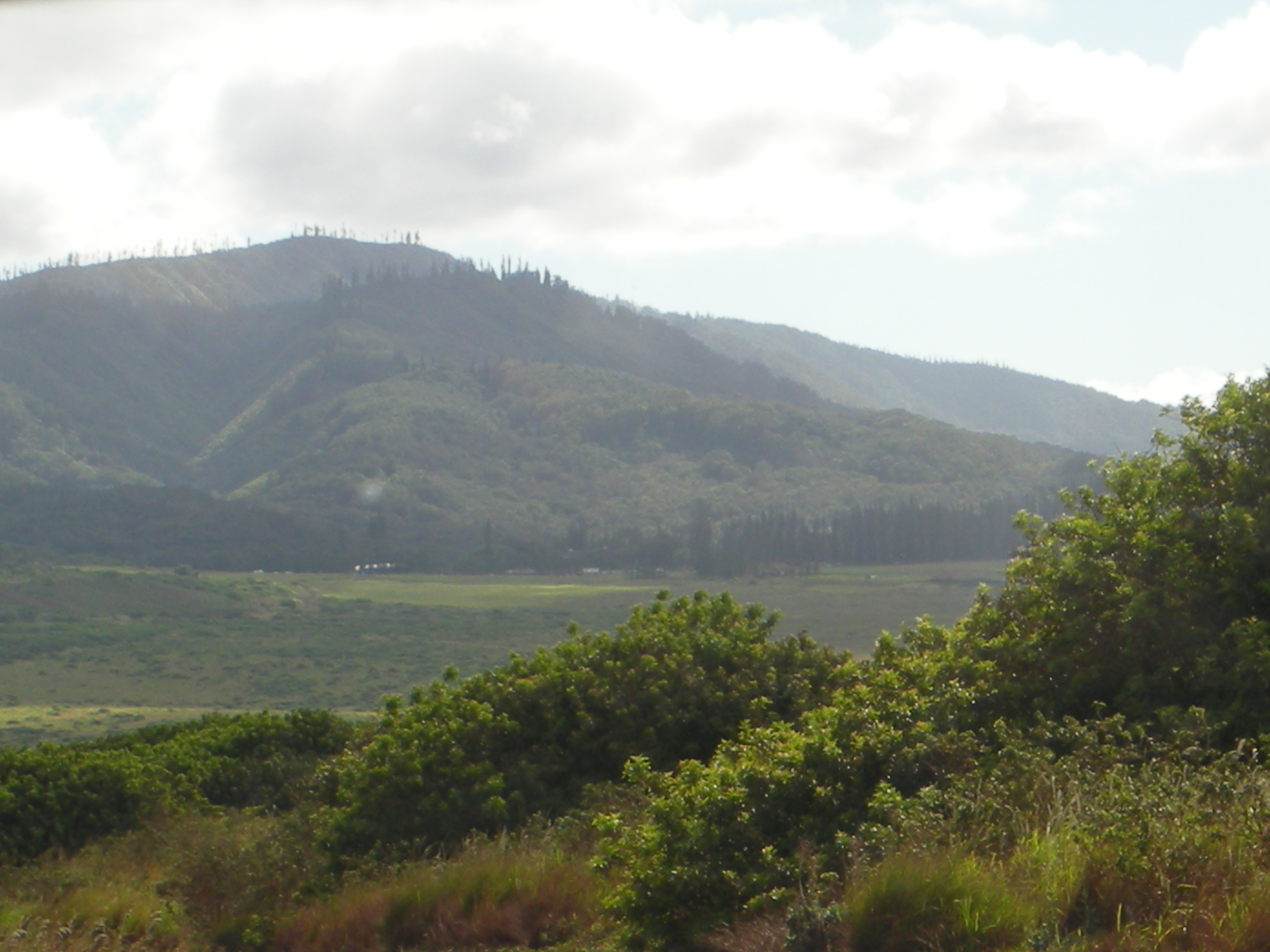
Montañas en Lānaʻi
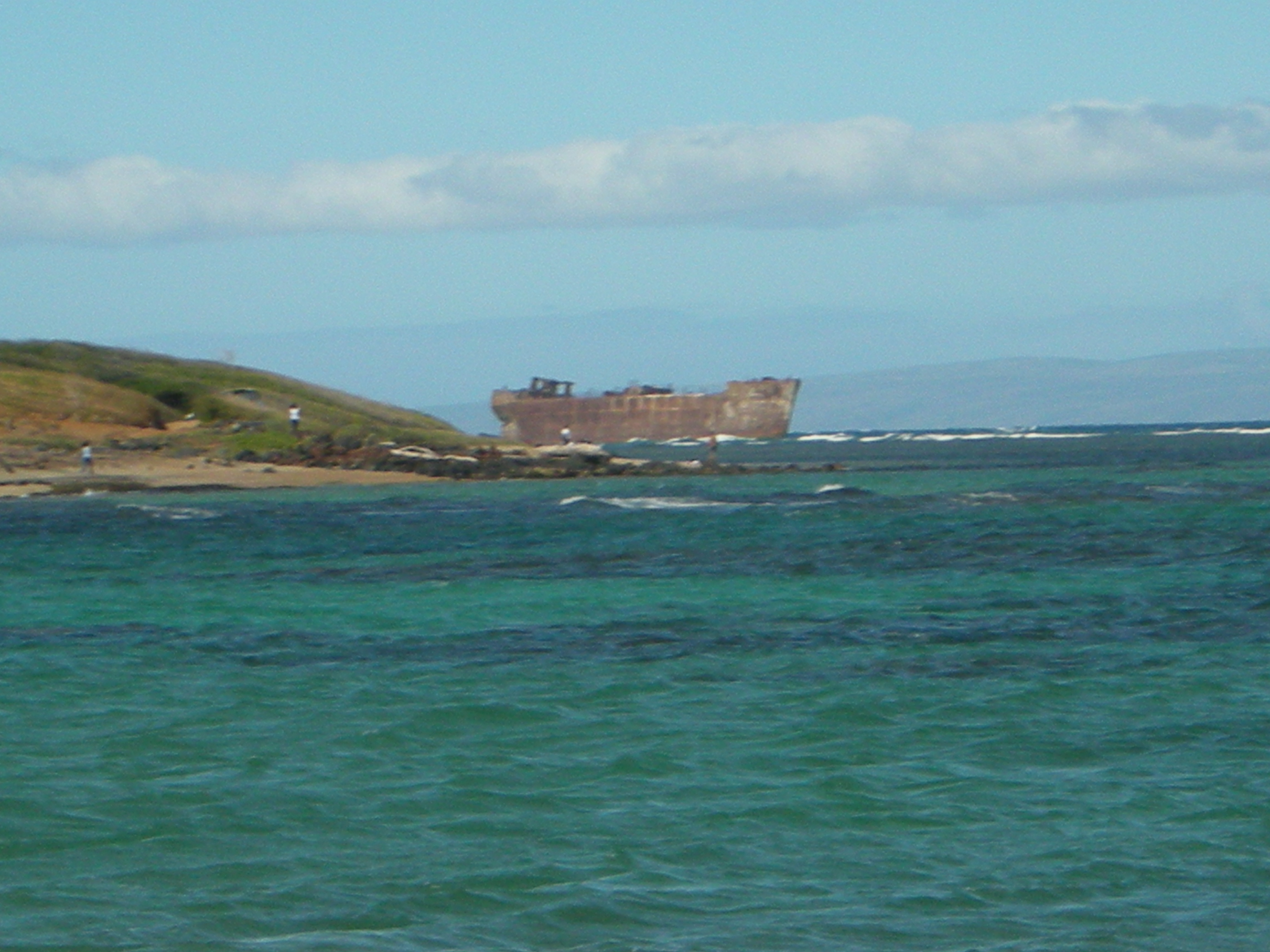
Barco naufragado en la Playa del Naufragio
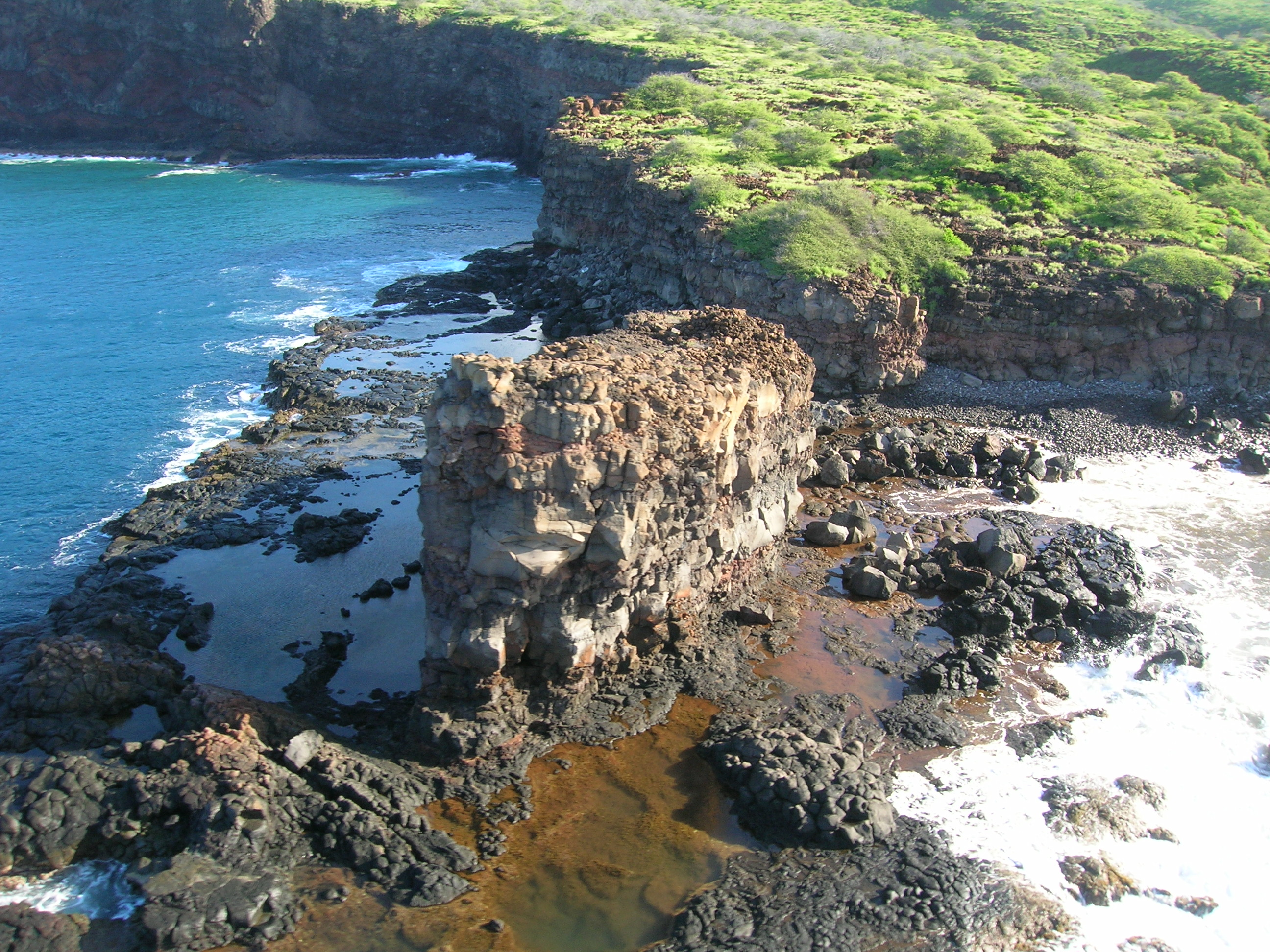
Roca Kaneapua
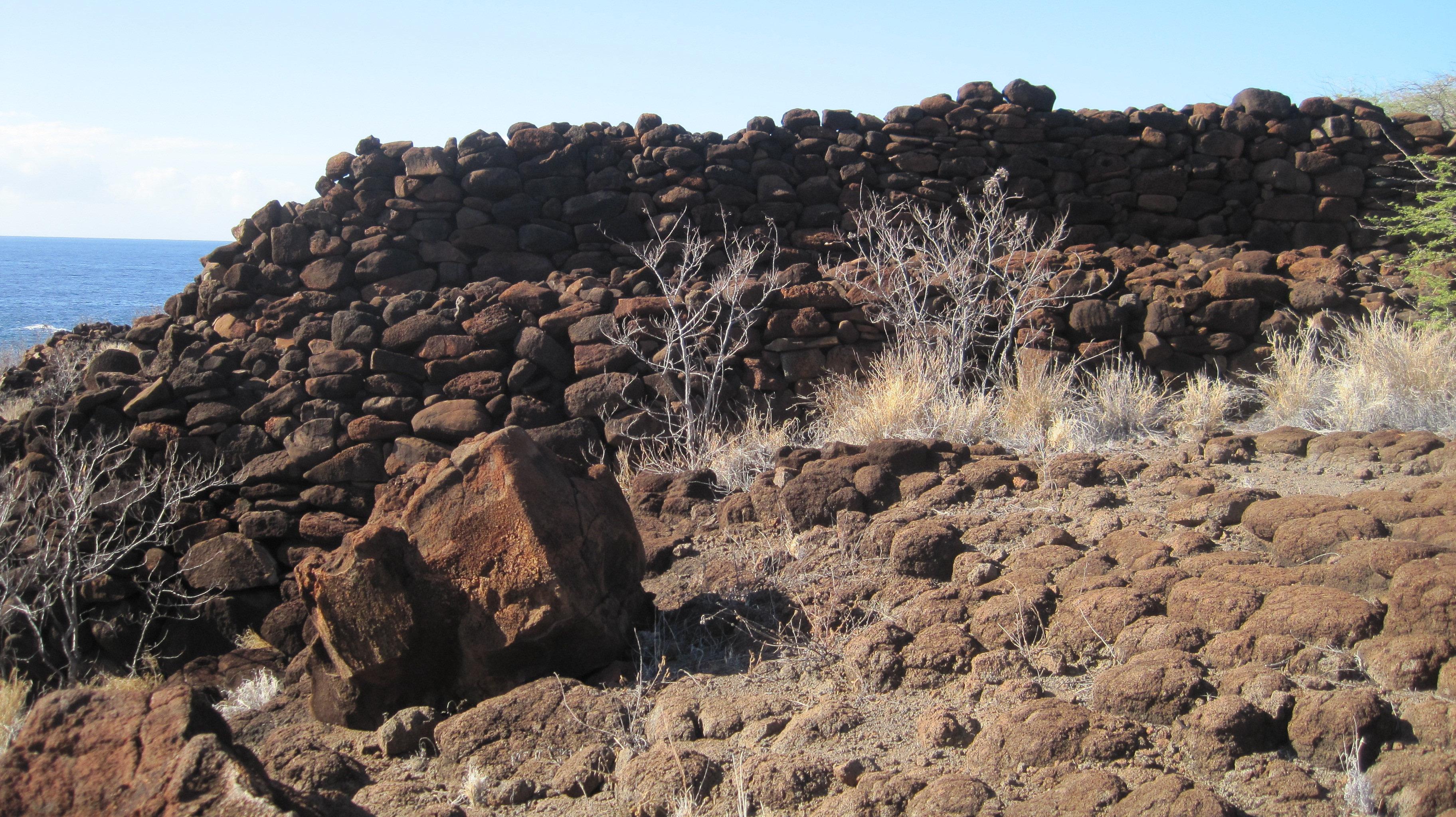
Muros de Halulu Heiau.
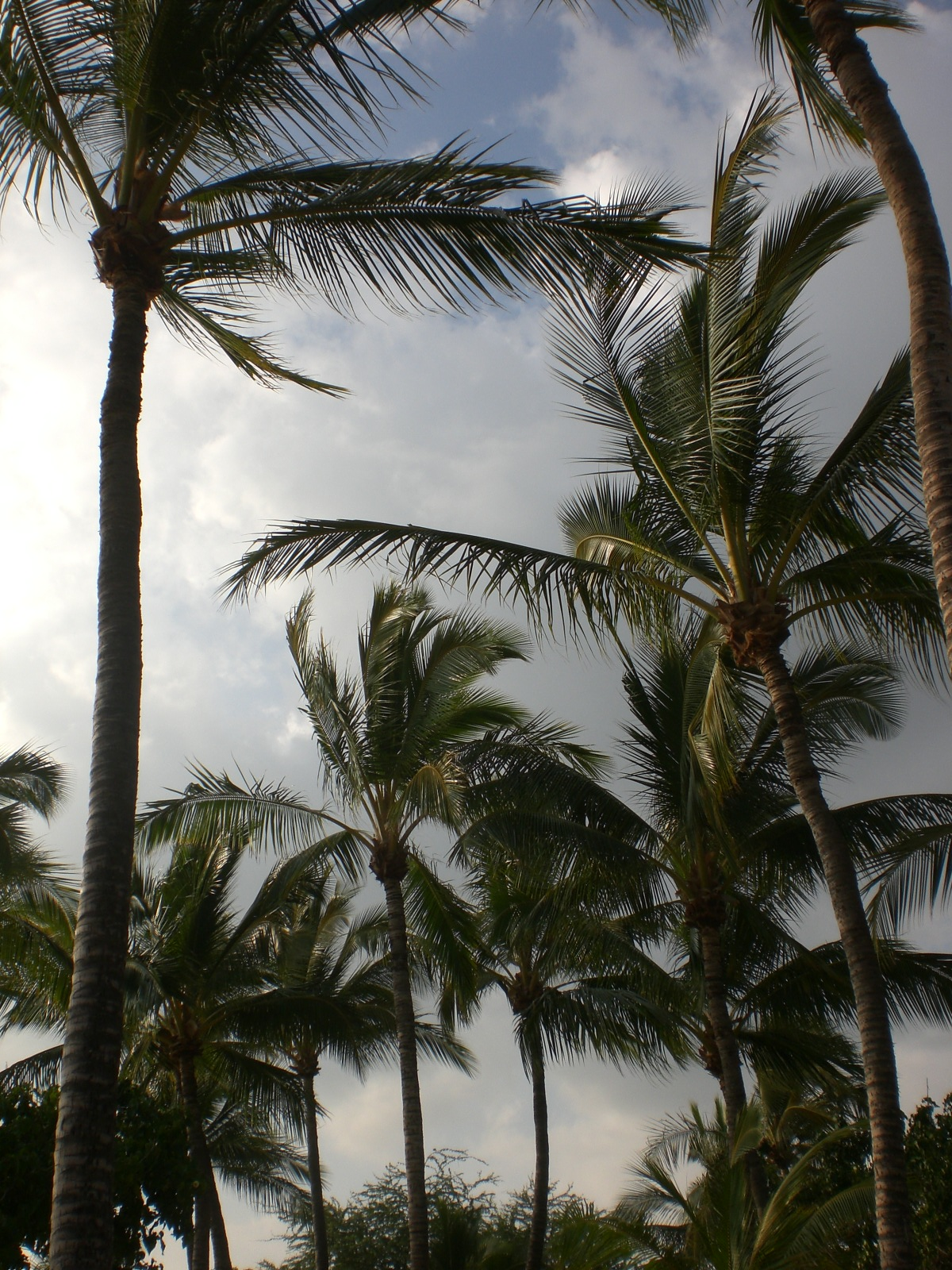
Camping de Lanai rodeado de palmeras.
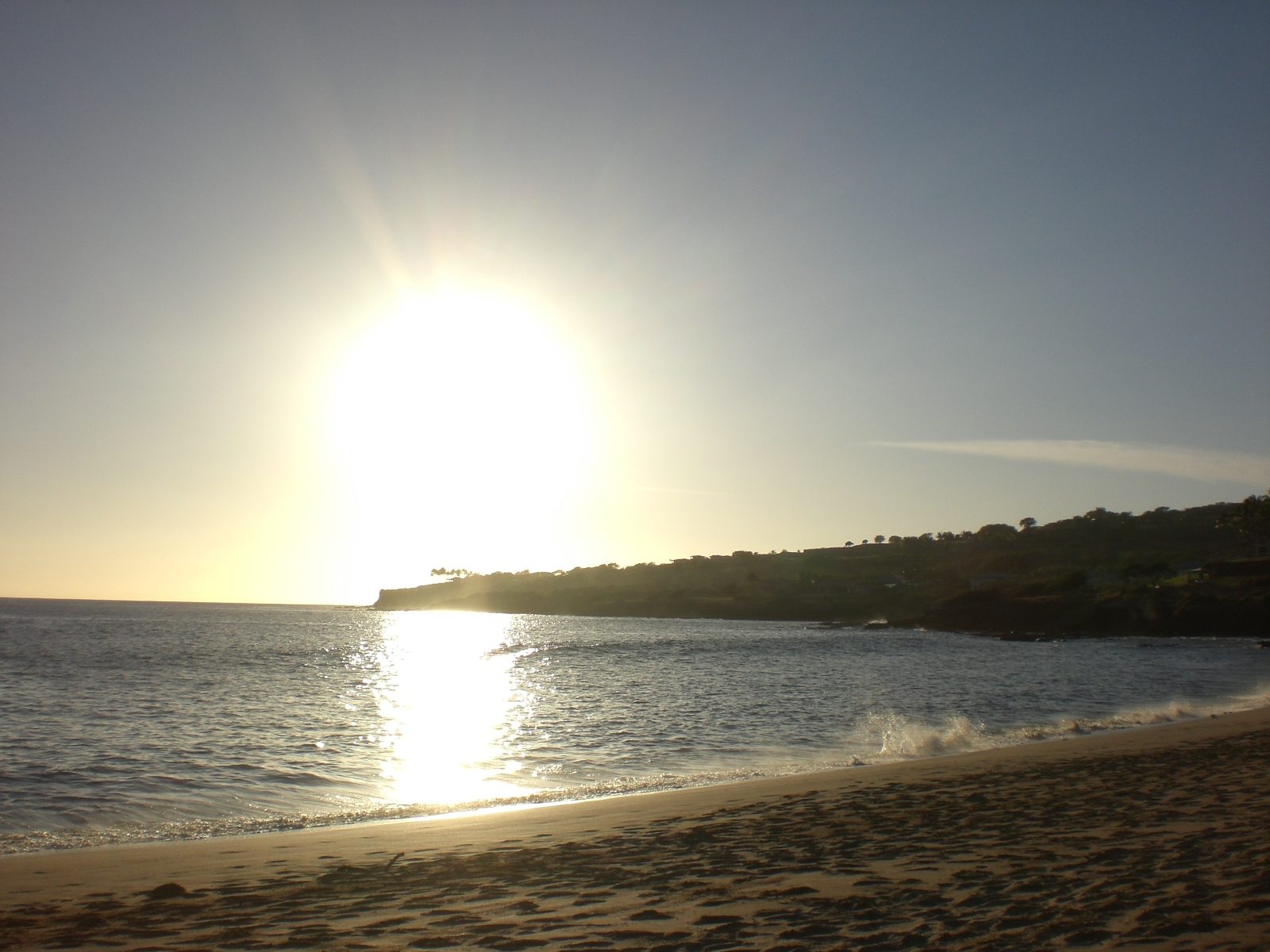
Atardecer en Lanai.